# Hár (cráter de Calisto)

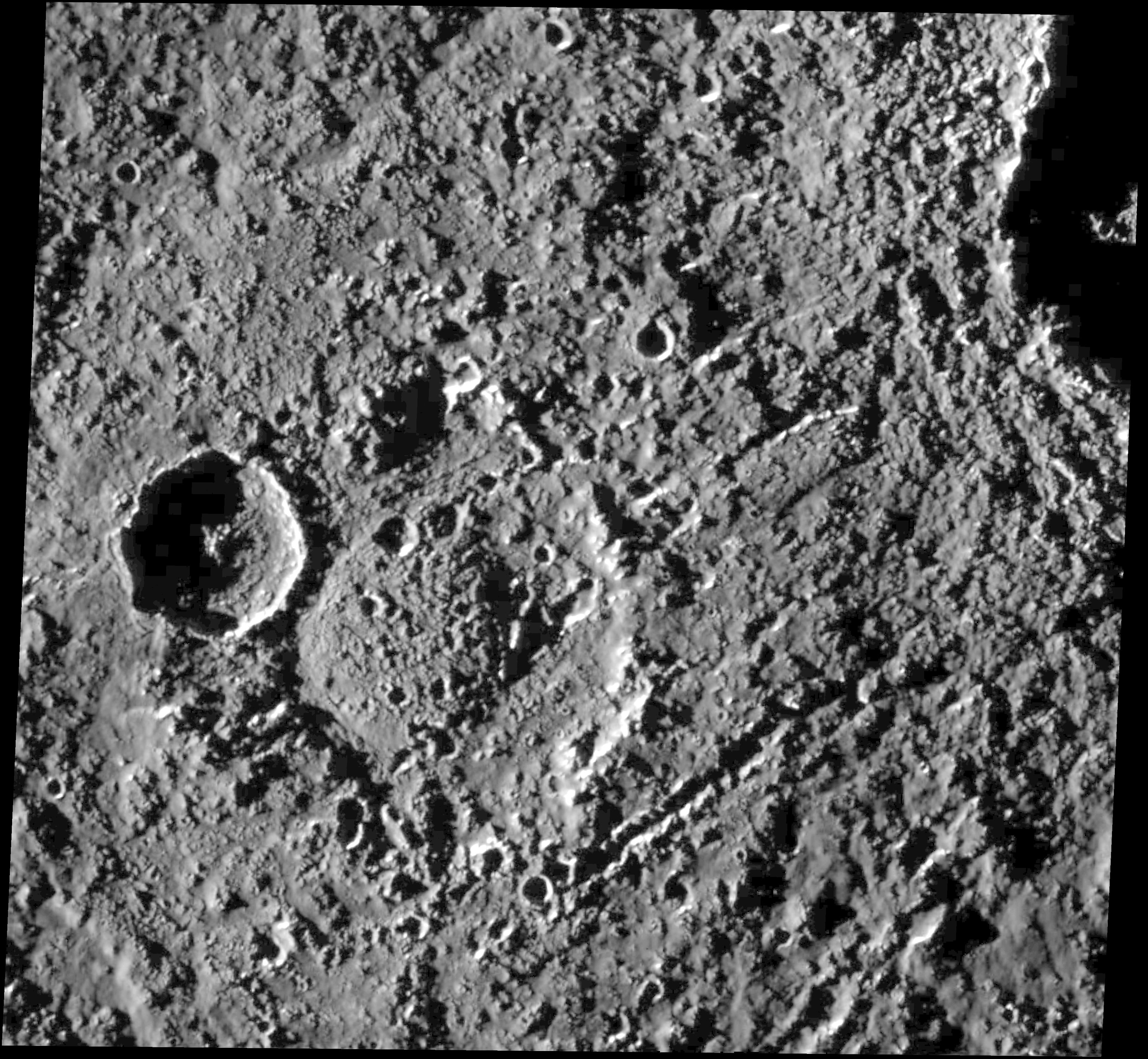
Imagen de la sonda Galileo del cráter de impacto Hár

Hár, es un cráter de impacto en un satélite de Júpiter , llamado Calisto , el tercero más grande del sistema solar . Es uno de los muchos nombres de Odín , el dios supremo según la mitología nórdica . Este cráter tiene una pequeña cúpula central, bastante común en los cráteres de su tamaño.  Está a 359 º de latitud O , ya 3 º de longitud S , y posee un tamaño relativamente pequeño, ya que su  diámetro es de tan solo 50 km.